# Лазки (Зеньковский район)
Лазки (укр. Лазьки) — село,
Батьковский сельский совет,
Зеньковский район,
Полтавская область,
Украина.
Код КОАТУУ — 5321380704. Население по переписи 2001 года составляло 63 человека.

## Географическое положение
Село Лазки находится на расстоянии в 1 км от села Батьки.
По селу протекает пересыхающий ручей с запрудой.

## История
Троицкая церковь известна с 1739 года